# Styramate
Styramate là thuốc giãn cơ và thuốc chống co giật. Ở liều điều trị, nó không tạo ra tác dụng an thần đáng kể.